# Hermann Hildebrand (Politiker, 1849)
Hermann Christian Ferdinand Hildebrand (* 27. September 1849 in Hann. Münden; † 6. Oktober 1939 in Bremen) war ein deutscher Politiker und Bremer Bürgermeister.

## Leben
Hildebrand wurde als Sohn eines Juristen geboren. Er studierte an der Universität Heidelberg die Rechtswissenschaften. Während seines Studiums wurde er 1869 Mitglied der Burschenschaft Frankonia Heidelberg. 1874 ließ er sich als Rechtsanwalt in Bremen nieder (heute: Sozietät Ahlers & Vogel) und wurde dort 1880 auch Notar. Mit seiner Ernennung zum Senator im Dezember 1895 gab er diesen Beruf auf.

### Politik
1879 wurde Hildebrand im Rahmen des damaligen Achtklassenwahlrechts als Vertreter der ersten Klasse als Abgeordneter in die Bremer Bürgerschaft gewählt. Am 14. Dezember 1895 wurde er Senator der Freien Hansestadt Bremen. Das Hauptbetätigungsfeld Hildebrands war das Wohlfahrtswesen. So begründete er 1897 die Zentrale für private Fürsorge und stand dem Landesverband des Deutschen Roten Kreuzes vor. Während des Ersten Weltkrieges leitete er die Kriegswohlfahrtspflege und bildete den Zentral-Hilfs-Ausschuss des Roten Kreuzes in Bremen.
Hildebrand wurde am 16. November 1917 zum Bürgermeister gewählt. 1919 trat er der Deutschen Demokratischen Partei (DDP) bei. Nach dem Ende der Bremer Räterepublik wurde Hildebrand von der Bremer Nationalversammlung am 10. April 1919 in Bremens provisorischen Senat gewählt und er wurde neben Karl Deichmann (MSPD) Bürgermeister. Am 9. Juli 1920 schied er endgültig aus dem Senat aus. Hildebrand setzte sich in dieser Zeit bildungspolitisch vor allem für die Einheitsschule ein.

### Nach der politischen Karriere
Auch nach der Niederlegung seiner politischen Ämter blieb Hildebrand im Bereich der Wohlfahrt tätig. So begründete und leitete er ab 1922 die Bremer Nothilfe. 1933 wurde er von den Nationalsozialisten von dieser Aufgabe entbunden.

## Ehrungen
- 1933 stifteten Freunde ihm zu Ehren den Rehbrunnen/Hildebrandbrunnen in den Bremer Wallanlagen vom Bildhauer Ernst Gorsemann.
- Die nach dem Zweiten Weltkrieg vom Senat eingerichtete Bürgermeister-Hildebrand-Stiftung, als Dachverband der Wohlfahrtspflege, wurde nach ihm benannt.
- Das Hermann Hildebrand Haus befindet sich am Vinnenweg in Bremen-Oberneuland.
- Die von der Stadtgemeinde Bremen am 25. Oktober 1946 errichtete und am 16. November 1946 genehmigte Stiftung führt den Namen „Bürgermeister Hermann Hildebrand-Stiftung“[2] und ist insbesondere im Bereich der Altenhilfe in Bremen aktiv.